# Feliks Rączkowski
Feliks Rączkowski (* 12. April 1906 in Szczaworyż; † 16. September 1989 in Warschau) war ein polnischer Organist, Komponist und Musikpädagoge.

## Leben
Rączkowski hatte seinen ersten Orgelunterricht bei Stanisław Pachlewski. Von 1922 bis 1926 studierte er an der Salesianerschule für Organisten in Przemyśl. Von 1933 bis 1936 besuchte er die Orgelklasse von Bronisław Rutkowski und studierte am Warschauer Konservatorium Komposition bei Kazimierz Sikorski. In den 1930er Jahren war er Organist an der Kirche der Heiligen Familie in Warschau. In den Kriegsjahren arbeitete er als Geiger, Akkordeonspieler und Schlagzeuger im Café Mirage. Daneben gab er, wie Mirosław Dąbrowski und Piotr Perkowski als Pianist geheime Konzerte in Privathäusern.
Von 1945 bis 1970 war Rączkowski Organist an der Warschauer Heiligkreuzkirche, deren Chor er ab 1953 ebenfalls leitete. Mit dem Chor belegte 1959 den Ersten Platz beim Chorwettbewerb der Erzdiözese Warschau. Als Organist trat er zwischen 1946 und 1984 mehr als achthundertmal in Kirchen, Konzerthallen, im Rundfunk und Fernsehen auf. Sein Repertoire umfasste die Weltliteratur der Orgelmusik mit Schwerpunkt auf den Werken polnischer Komponisten wie Jan Podbielski, Andrzej Rohaczewski, Piotr Żelechowski, Wincent Wacław Rychling, Feliks Nowowiejski, Kazimierz Jurdziński, Gustaw Roguski, Tadeusz Paciorkiewicz und Marian Sawa. Er spielte auch zahlreiche Aufnahmen beim Rundfunk, Fernsehen und auf Schallplatte ein.
Von 1929 bis 1933 und von 1936 bis 1937 unterrichtete Rączkowski an der Organistenschule in Przemyśl, ab 1937 am Warschauer Konservatorium. Nach dem Krieg wurde er Lehrer an der Staatlichen Musikhochschule in Warschau, war von 1958 bis 1968 stellvertretender Dekan der Instrumentalabteilung und von 1973 bis 1976 Leiter der Abteilung Orgel. Zu seinen Schülern zählten hier u. a. die Organisten Andrzej Chorosiński, Mirosława Perz, Augustyn Bloch, Stanisław Moryto, Marian Sawa, Marietta Kruzel-Sosnowska, Urszula Ptaszyńska-Grahm, Maria Terlecka, Jerzy Erdman und Tadeusz Olszewski. Außerdem unterrichtete er auch an der Musikhochschule Karol Kurpiński und am Musikwissenschaftlichen Institut Hochschule für Katholische Theologie. Er wurde u. a. mit dem Ritterkreuz des Orden Polonia Restituta (1973), dem Preis des Ministeriums für Kunst und Kultur (1976) und dem päpstlichen Orden Pro Ecclesia et Pontifice (1979) ausgezeichnet.

## Werke
- Orgelwerke
  - Tema con variazioni
  - Ach mój Jezu
  - Gorzkie żale
  - Suita kolęd
  - Dwa chorały
  - Bogurodzica
  - Marsz ślubny
  - Marsz żałobny
  - Preludia organowe na tematy pieśni kościelnych i chorału gregoriańskiego
- Vokalwerke a cappella
  - Apel Jasnogórski für Solostimme
  - Pani Fatimska für Solostimme
  - A tam pod lasem für gemischten Chor
  - Siedem kolęd für gemischten Cho
  - Kantaty i toasty imieninowe für gemischten Chor
  - O Maryjo moja radość für zwei Stimmen
- Werke für Stimme und Instrumente
  - Bogurodzica, Messe für gemischten Chor und Orgel
  - Ojcze nasz für Solostimme und Orgel
  - Kyrie, Sanctus, Benedictus, Agnus Dei für Solostimme und Orgel
  - Ave Maria für Solostimme und Orgel
  - Ave Maria für Sopran, Tenor und Orgel
  - Ecce Sacerdos für Chor und Orgel
  - Tu es Sacerdos für Chor und Orgel